# Be (langue)
Le be ou bê, ong-be, lingao, est une langue taï-kadaï, de la branche kam-taï, parlée sur l'île de Hainan en République populaire de Chine.

## Classification
Le be fait partie des langues kam-taï, un des sous-groupes des langues taï-kadaï. 

## Vocabulaire
Exemples du vocabulaire de base du be :
| français | be     |
| -------- | ------ |
| mince    | viaŋ13 |
| noir     | lam13  |
| main     | mo55   |
| eau      | nam21  |
| feu      | vəi55  |
| poisson  | ɓa13   |

## Sources
- (en) Theraphan L-Thongkum, 1992, A Preliminary Reconstruction of Proto-Lakkja (Cha Shan Yao), The Mon–Khmer Studies Journal, 20:57-90.